# ギオルギ・ベシャニシュヴィリ
ギオルギ・ベシャニシュヴィリ (Giorgi Bezhanishvili グルジア語 გიორგი ბეჟანიშვილი , 1998年11月16日 - )は、オーストリアのバスケットボール選手。ジョージア・クヴェモ・カルトリ州ルスタヴィ出身。ウィーン育ち。ポジションはPF。

## 来歴
1998年にジョージアのルスタヴィで生まれ、4歳の時に母親と共にオーストリアに渡り、以降はウィーンで過ごす。2014年に国内リーグオーストリア・バスケットボール・ブンデスリーガでプロデビュー。2017年までプレーし、同年にNBA選手を目指す為に渡米。ニュージャージー州エリザベスのザ・パトリック高校に留学。大学進学の際にミネソタ大学、セントボナベンチャー大学、シートン・ホール大学などから誘いを受け、最終的にイリノイ大学に進学。1年生時の2018-19シーズンは平均12.5得点5.2リバウンドを記録。以降はアベレージが下降し、2020-21シーズンは5.1得点2.7リバウンドで終了。その中でベシャニシュヴィリは2021年のNBAドラフトへのアーリーエントリーを表明。しかし、ドラフトでは指名外に終わった。
2021年のNBAサマーリーグではデンバー・ナゲッツの一員としてプレー。同年9月にナゲッツとエグジビット10契約を締結。しかし、10月16日に解雇され、26日にナゲッツ傘下のグランドラピッズ・ゴールドへの加入が決まった。

## 人物
- ベシャニシュヴィリはドイツ語の他に英語、グルジア語、ロシア語を話すことができるという。[要出典]
- 2016年にオーストリアの国籍を取得した。